# Banachův prostor
Banachovy prostory jsou normované lineární prostory, které jsou navíc úplné. Jsou to jedny z ústředních objektů zkoumání funkcionální analýzy. Jsou pojmenovány podle Stefana Banacha, který je studoval.

## Definice
Banachovým prostorem rozumíme úplný normovaný lineární prostor. To znamená, že Banachův prostor je vektorový prostor {\displaystyle V} nad tělesem reálných nebo komplexních čísel s normou {\displaystyle \|\cdot \|}, ve kterém má každá cauchyovská posloupnost v indukované metrice {\displaystyle d(x,y)=\|x-y\|} vlastní limitu.

## Příklady
- Prostory {\displaystyle \mathbb {R} ^{n}} a {\displaystyle \mathbb {C} ^{n}} (všechny n-tice reálných či komplexních čísel) jsou Banachovy v libovolné normě. Opatříme-li prostory {\displaystyle \mathbb {R} ^{n}} a {\displaystyle \mathbb {C} ^{n}} eukleidovskou normou

{\displaystyle \|x\|:={\sqrt {|x_{1}|^{2}+\cdots +|x_{n}|^{2}}}},
pro {\displaystyle x=(x_{1},\ldots ,x_{n})}, budou dokonce Hilbertovy.
- Prostor všech spojitých funkcí {\displaystyle f:[a,b]\rightarrow \mathbb {R} } opatřený normou

{\displaystyle \|f\|_{\infty }:=\max _{t\in [a,b]}|f(t)|}
je Banachův.
- Vybavíme-li předchozí prostor normou

{\displaystyle \|f\|_{1}:=\int _{a}^{b}|f(t)|dt} nebo {\displaystyle \|f\|_{2}:={\sqrt {\int _{a}^{b}|f(t)|^{2}dt}}},
Banachův již nebude.
- Jestliže X je normovaný lineární prostor a Y je Banachův prostor, potom prostor všech omezených lineárních operátorů z X do Y s normou

{\displaystyle \|A\|:=\sup\{\|Ax\|:x\in X,\|x\|\leq 1\}}
je Banachův prostor. Speciálně duální prostor X* k prostoru X je vždy Banachův, neboť v takovém případě {\displaystyle Y=\mathbb {C} }.